# Ebrima Darboe
Ebrima Darboe (* 6. Juni 2001 in Bakoteh) ist ein gambischer Fußballspieler, der aktuell als Leihspieler der AS Rom für Frosinone Calcio und die gambische Nationalmannschaft spielt.

## Karriere

### Verein
Ebrima Darboe wurde in Bakoteh geboren, einem Ortsteil von Serekunda in Gambia. Er verließ allein sein Geburtsland im Alter von 14 Jahren und kam in Libyen an, bevor er nach Sizilien, Italien, segelte. Nach einer sechsmonatigen Reise kam er dort als Flüchtling an. In Italien wurde Darboe von SPRAR – einem Dienst des italienischen Innenministeriums – als unbegleiteter minderjähriger Migrant aufgenommen und landete in Rieti, wo er anfing beim Amateurclub Young Rieti zu spielen.
Darboe wechselte im Sommer 2017 zur AS Rom und gab am 26. Januar 2019 sein Primavera-Debüt für die Juniorenmannschaft beim 0:3-Auswärtssieg gegen US Sassuolo Calcio. Drei Tage zuvor war er bereits im Viertelfinale der Coppa Italia Primavera gegen die U19-Mannschaft gegen Atalanta Bergamo eingesetzt wurden, als er in der 70. Spielminute für Francesco Semeraro eingewechselt wurde. Das Spiel verlor die Mannschaft jedoch mit einem 4:0 und schied damit aus dem Turnier aus. Am 20. Februar 2019 gab er sein Debüt in der UEFA Youth League bei der 5:3-Auswärtsniederlage nach Elfmeterschießen gegen den FC Midtjylland. Damit schied die Mannschaft auch aus diesem Wettbewerb aus. In der Finalrunde der Jugendliga schaffte es die Mannschaft bis ins Halbfinale, wo sie aber an der U19-Mannschaft von Inter Mailand scheiterten. In der Saison 2018/19 kam er auf vierzehn Einsätze für die U19-Mannschaft und konnte dabei zwei Treffer erzielen.
Darboe unterschrieb im folgenden Juli seinen ersten Profivertrag bei der Roma, nachdem er zuvor 18 Jahre alt geworden war. Am 27. Oktober 2019 saß er beim 2:1-Heimsieg gegen den AC Mailand auf der Bank, wurde jedoch nicht eingewechselt. In der Jugendliga kam er in dieser Saison auf sechzehn Einsätze und ein Tor. Zudem konnte er mit der U19-Mannschaft das Halbfinale erreichen – er spielte in drei Partien. Am 2. Mai 2021 gab er bei der 2:0-Auswärtsniederlage gegen Sampdoria Genua sein Debüt für die erste Mannschaft in der Serie A, als er in der 83. Spielminute für Gonzalo Villar eingewechselt wurde. Vier Tage später debütierte er im Halbfinal-Rückspiel gegen Manchester United in der UEFA Europa League. Trotz einem 3:2-Heimsieg schied die Mannschaft aus dem Turnier aus, weil sie zuvor 6:2 im Old Trafford verloren hatte. In der Saison 2020/21 spielte er in neunzehn Spielen für die U19-Mannschaft der Roma und erzielte fünf Tore. Für die erste Mannschaft kam er in fünf Ligaspielen und in einem Europa-League-Spiel zum Einsatz, wobei er torlos blieb. Im Juni 2021 wurde er als einer von 100 U21-Spielern in Europa für den Golden Boy nominiert. In der Saison 2021/22 absolvierte er nur ein Spiel in der Serie A, in der UEFA Europa Conference League absolvierte er vier Partien und holte mit der Roma den Turniersieg. In der Saison 2022/23 kam er verletzungsbedingt nicht zum Einsatz.
Zur Saison 2023/24 wechselte Darboe leihweise zum österreichischen Bundesligisten LASK. Beim LASK konnte er sich aber nicht durchsetzen, insgesamt spielte er nur fünfmal für die Linzer in der Bundesliga. Im Februar 2024 wurde die Leihe dann vorzeitig beendet und Darboe wurde innerhalb Italiens an den Zweitligisten Sampdoria Genua weiterverliehen. Für Sampdoria stand er in der Rückrunde 14-mal auf dem Spielfeld in der Serie B und erzielte dabei 2 Tore. Im Sommer 2024 verblieb Darboe in der Serie B und wechselte leihweise zu Frosinone Calcio.

### Nationalmannschaft
Am 26. Oktober 2020 wurde Ebrima Darboe erstmals für die Nationalmannschaft von Gambia berufen, wo er am 6. Juni 2021 beim 2:0-Sieg gegen Niger bei einem Freundschaftsspiel debütierte.